# Frédéric VII de Toggenbourg
 (août 2009).
Si vous disposez d'ouvrages ou d'articles de référence ou si vous connaissez des sites web de qualité traitant du thème abordé ici, merci de compléter l'article en donnant les références utiles à sa vérifiabilité et en les liant à la section « Notes et références ».

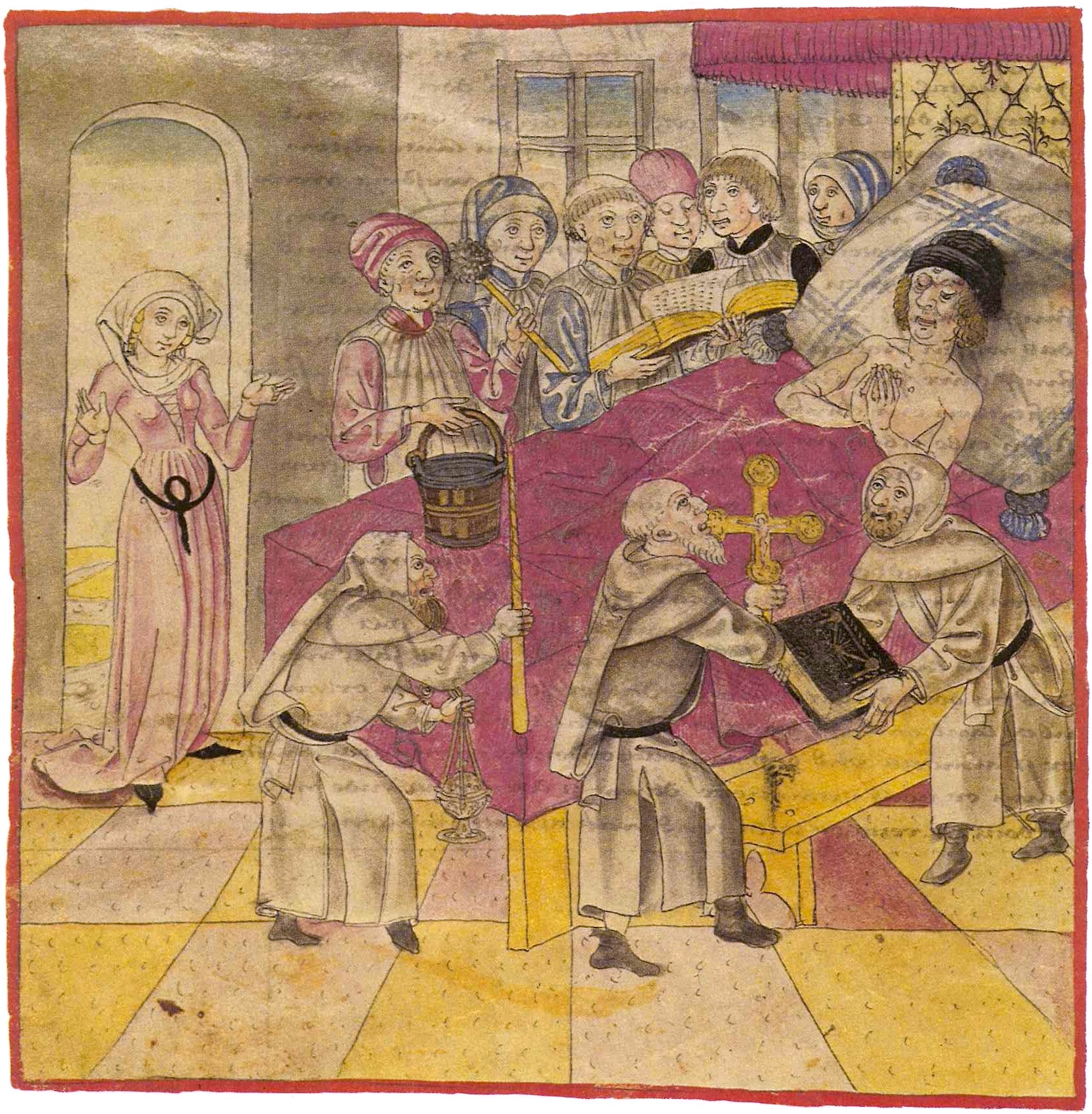
Illustration de la mort de Frédéric VII de Toggenbourg

Frédéric VII de Toggenbourg, appelé en allemand Friedrich VII von Toggenburg né en 1370 et mort le 30 avril 1436, est le dernier des comtes de Toggenburg à régir ce qui deviendrait la Suisse. 

## Biographie
Né au château de Solavers dans le canton des Grisons, il est le fils de Diethelm et de Katharina von Werdenberg-Heiligenberg. En 1387, il devient le successeur légitime de la lignée des Toggenbourg, puis, à ce titre, épouse Elisabeth von Matsch en 1391. 
S'impliquant peu dans la gestion économique et sociale de ses terres, il se dédia essentiellement aux affaires militaires. Fin politique, il parvint à se maintenir à égale distance des deux parties de la Guerre d'Appenzell. Jusqu'en 1406, il est un condottiere au service des Habsbourgs, et, à ce titre, reçoit des droits sur les cités de Sargans, Windegg, Freudenberg et Nidberg. 
Au cours des vingt années suivantes, il mène une politique d'expansion, aux dépens des Autrichiens : il dispose en 1417 de Feldkirch, puis, en 1424 de Rheineck et de Altstätten. Le succès de son expédition militaire dans l'Appenzell en 1428, lui permet d'acquérir l'ensemble des possessions autrichiennes en Suisse. 
Bien que père d'un fils illégitime, Johannes, il meurt le 30 avril 1436, sans avoir désigné son héritier, de telle sorte que les seigneuries de Raron, Montfort-Tettnang, Sax-Misox, Brandis et Aarburg puissent toutes faire part de leur droit sur les terres des Toggenburg. Lorsque le canton de Zurich, soutenu par les cantons de Schwyz et de Glaris réclame à son tour ces dernières l'Ancienne guerre de Zurich commence.